# プレーリー郡 (アーカンソー州)
プレーリー郡（英: Prairie County）は、アメリカ合衆国アーカンソー州の中央部に位置する郡である。2010年国勢調査での人口は8,715人であり、2000年の9,539人から8.6％減少した。郡庁所在地は2つあり、北部はデザーク市（人口1,717人）であり、南部はデバルスブラフ市（人口619人）である。プレーリー郡は1846年10月25日に設立され、郡名はアーカンソー州東部のグランド・プレーリーに因んで名付けられた。

## 歴史
プレーリー郡となった地域は、先ずテネシー州から移ってきたチェロキー族インディアンに渡され、1812年から1836年まで「チェロキー族西部バンド」居留地となっていた。今日でもインディアンを祖先に持つ者が推計2,000人は地域内に住んでいる。
1826年、アーカンソー・チェロキー族とメキシコ領テキサスのアメリカ系テキサス人が作ろうとしたフレドニア共和国と呼ばれるものがあり、結局は失敗した。郡内フレドニアの町はこれに因む命名である。またデバルスブラフの町はインディアン居留地の首都だったが、現在はプレーリー郡の郡庁所在地になっている。
プレーリー郡は南北戦争の影響を大きく受けた。デザークの町は一部破壊され、歴史家の推計では、戦争が終わったときに郡内に残っていた馬は15頭足らずだったとされている。
1913年9月5日、アーカンソー州では初めての電気椅子を使った処刑が行われた。処刑されたのはリー・シムズであり、強姦罪で有罪とされた。
1990年、郡内で未確認植物種「スターンズ・メドラー」が発見された。他所でも確認されていない。標本が25個あり、単一の小さな木の中で育っているだけで、絶滅が危惧されている。現在はコネクニーグローブし全地域として保護されている。

## 地理
アメリカ合衆国国勢調査局に拠れば、郡域全面積は675.76平方マイル (1,750.2 km2)であり、このうち陸地645.93平方マイル (1,673.0 km2)、水域は29.83平方マイル (77.3 km2)で水域率は4.41％である。

### 主要高規格道路
- 州間高速道路40号線
- アメリカ国道70号線
- アメリカ国道79号線
- アーカンソー州道11号線
- アーカンソー州道13号線
- アーカンソー州道33号線
- アーカンソー州道38号線
- アーカンソー州道86号線

### 隣接する郡
- ホワイト郡 - 北
- ウッドラフ郡 - 北東
- モンロー郡 - 東
- アーカンソー郡 - 南
- ロノーク郡 - 西

### 国立保護地域
- キャッシュ川国立野生生物保護区（部分）

## 人口動態

人口ピラミッド

以下は2000年の国勢調査による人口統計データである。
| 基礎データ - 人口: 9,539人 - 世帯数: 3,894 世帯 - 家族数: 2,795 家族 - 人口密度: 6人/km2（15人/mi2） - 住居数: 4,790軒 - 住居密度: 3軒/km2（7軒/mi2） 人種別人口構成 - 白人: 84.83% - アフリカン・アメリカン: 13.71% - ネイティブ・アメリカン: 0.36% - アジア人: 0.18% - その他の人種: 0.28% - 混血: 0.64% - ヒスパニック・ラテン系: 0.81% 年齢別人口構成 - 18歳未満: 23.9% - 18-24歳: 7.5% - 25-44歳: 26.1% - 45-64歳: 25.1% - 65歳以上: 17.3% - 年齢の中央値: 40歳 - 性比（女性100人あたり男性の人口） - 総人口: 97.0 - 18歳以上:93.4 | 世帯と家族（対世帯数） - 18歳未満の子供がいる: 30.6% - 結婚・同居している夫婦: 56.6% - 未婚・離婚・死別女性が世帯主: 11.1% - 非家族世帯: 28.2% - 単身世帯: 25.6% - 65歳以上の老人1人暮らし: 13.2% - 平均構成人数 - 世帯: 2.41人 - 家族: 2.88人 収入と家計 - 収入の中央値 - 世帯: 29,990米ドル - 家族: 36,131米ドル - 性別 - 男性: 28,413米ドル - 女性: 18,808米ドル - 人口1人あたり収入: 15,907米ドル - 貧困線以下 - 対人口: 15.5% - 対家族数: 12.2% - 18歳未満: 21.0% - 65歳以上: 16.8% |

## 都市と町
| - デバルスブラフ - 郡庁所在地 - デザーク - 郡庁所在地 | - フレドニア - ヘイズン | - アルム |

### 未編入の町
- トールビル

## 郡区
アーカンソー州の郡はさらに郡区に小区分されている。各郡区には未編入領域と、編入済み自治体がある。現代の郡区にはその維持目的が限られたものになっている。アメリカ合衆国国勢調査局は郡区を元に人口を集計している。また系図調査など歴史的な目的には価値がある。1つ以上の郡区に入っている町や都市は統計調査に基づいて扱われる。プレーリー郡の郡区は下記リストの14区であり、その中に含まれる町や都市を括弧書きしている。
- ベルチャー
- バラード
- カルフーン
- センター
- デザーク
- ヘイズン（ヘイズン）
- ヒッコリープレーン
- ローワーサラウンデッドヒル（フレドニア）
- ロックロー（アルム）
- タイラー
- ユニオン
- アッパーサラウンデッドヒル
- ウォーターソー（デバルスブラフ）
- ホワイトリバー（デザーク）